# Brischko

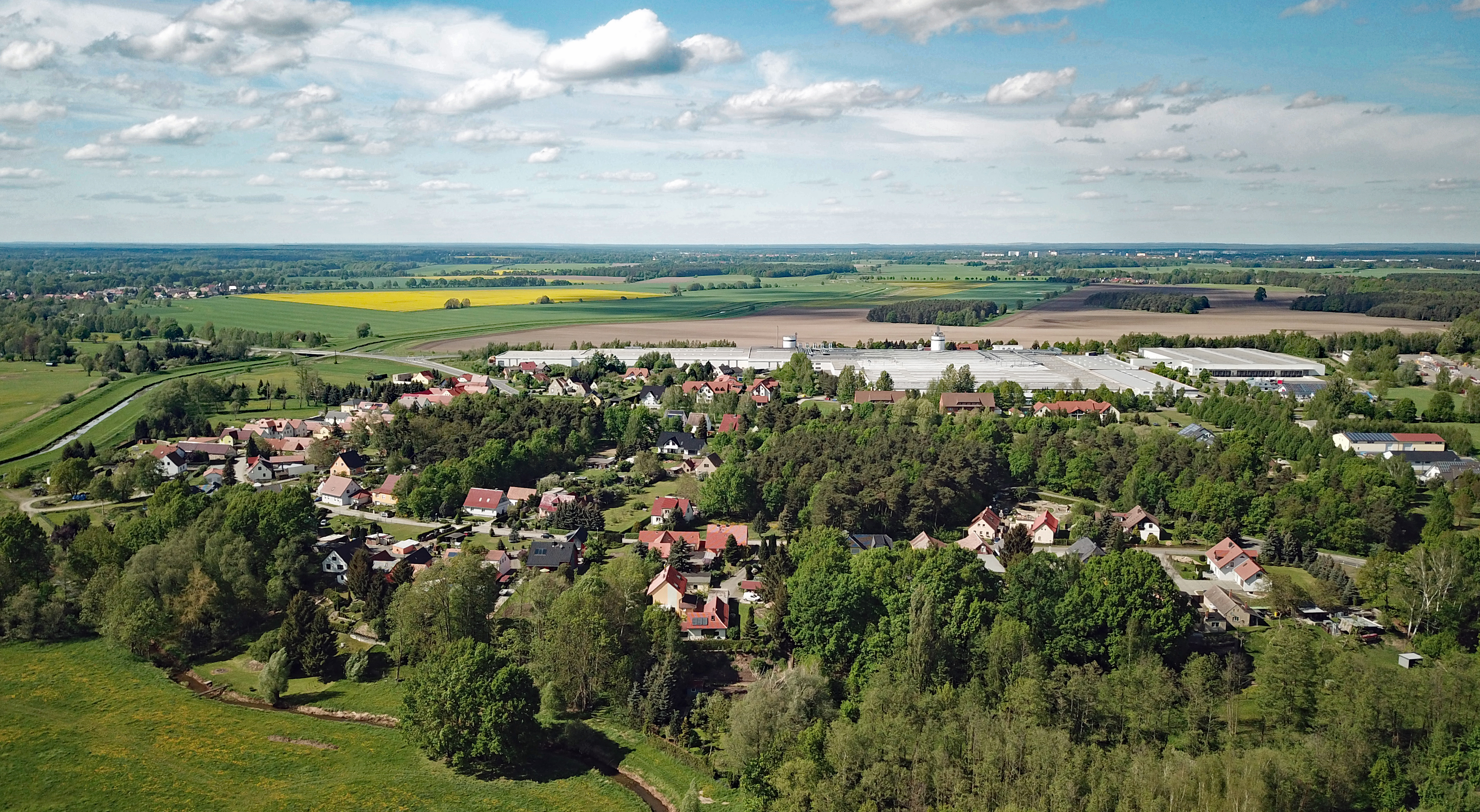
Luftbild

Brischko, obersorbisch Brěžkiⓘ, ist ein Ortsteil der Stadt Wittichenau im Landkreis Bautzen in Sachsen.

## Lage
Brischko liegt in der Oberlausitz östlich der Kernstadt Wittichenau und gehört zum anerkannten sorbischen Siedlungsgebiet. Umliegende Ortschaften sind Spohla im Norden, Maukendorf im Nordosten, das zur Gemeinde Lohsa gehörende Groß Särchen im Südosten, Hoske im Süden, die Stadt Wittichenau im Westen sowie Keula im Nordwesten.
Durch Brischko verläuft die sächsische Staatsstraße 285 von Wittichenau zur Bundesstraße 96 sowie die Kreisstraße 9219 nach Maukendorf. Südlich von Brischko fließt die Wudra in die Schwarze Elster.

## Geschichte
Brischko wurde im Jahr 1374 als Bresken erstmals urkundlich erwähnt. Der Ortsname änderte sich in der Folge von Brzezen (1516) über Prießke (1585) und Brißka (1658) zu Brischko im Jahr 1791. Im Jahr 1936 wurde der Ort von den Nationalsozialisten im Zuge der Germanisierung im Deutschen Reich in Birkenheim umbenannt. Diese Benennung wurde 1947 wieder rückgängig gemacht.
Nach dem Wiener Kongress kam Brischko im Jahr 1815 an das Königreich Preußen. Dort lag der Ort bis zum 8. Juli 1945 im Regierungsbezirk Liegnitz. Am 25. Juli 1952 wurde Briscko dem neu gebildeten Kreis Hoyerswerda zugeordnet und am 1. Januar 1957 nach Wittichenau eingemeindet. Als Teil der Stadt Wittichenau lag Brischko nach der Wende im Landkreis Hoyerswerda in Sachsen. Vom 1. Januar 1996 bis zum 31. Juli 2008 lag Brischko im Landkreis Kamenz, seit der sächsischen Kreisreform vom 1. August 2008 liegt der Ort im Landkreis Bautzen.

## Bevölkerung
Für seine Statistik über die sorbische Bevölkerung in der Oberlausitz ermittelte Arnošt Muka in den 1880er Jahren eine Bevölkerungszahl von 74 Einwohnern, davon waren alle Sorben. Ernst Tschernik zählte im Jahr 1956 noch einen sorbischsprachigen Bevölkerungsanteil von 80,7 %.

## Nachweise
1. ↑  Brischko im Historischen Ortsverzeichnis von Sachsen Abgerufen am 8. Mai 2017
2. ↑  Brischko in der Datenbank des Vereins für Computergenealogie. Abgerufen am 8. Mai 2017.
3. ↑  Ernst Tschernik: Die Entwicklung der sorbischen Bevölkerung. Akademie-Verlag, Berlin 1954, S. 89.
4. ↑  Ludwig Elle: Sprachenpolitik in der Lausitz. Domowina-Verlag, Bautzen 1995.